# 洛爾希 (巴登-符騰堡州)
洛尔希（德語：Lorch，發音：[lɔʁç] ⓘ）是德国巴登-符腾堡州斯图加特行政区奥斯特阿尔布县的城市，面积34.28平方千米，2023年12月31日人口为11,032人。